# 南部利用 (吉次郎)
南部 利用（なんぶ としもち）は、江戸時代後期の陸奥国盛岡藩の第11代藩主。ただし、公式には同一人物とされたが、この名を名乗った人物は2人いた。本記事ではその1人目の人物について記述する。幼名は駒五郎、のち吉次郎で、いわば本物の南部利用である。

## 生涯
文化4年12月19日（1808年1月16日）、中屋敷南部家当主・南部信丞の長男として誕生した。信丞は第7代藩主・南部利視の孫で第10代藩主・南部利敬の従兄弟にあたる。母は南部利正の娘、年子。
文化年中に南部利敬の養子となり、加賀藩主・前田斉広の娘と婚約した。文政3年（1820年）に利敬が死去したため家督を継いだ。年少のため、又従兄である支藩七戸藩主・南部信鄰が補佐として盛岡に下向して藩政に参画する。
しかし文政4年（1821年）5月、庭の樹木で遊んでいる最中に転落し、そのときの怪我が原因で8月21日に死去した。享年15。
利用が11代将軍・徳川家斉と御目見せずに死去してしまったため、盛岡藩の改易・減封を恐れた家臣団は、利用の従兄で比較的年齢も近く、風貌もよく似ていた新屋敷南部家当主・南部信浄の三男・善太郎を利用であるとして身代わりに立てた。
なお、文政4年（1821年）4月、盛岡藩の浪人である相馬大作による相馬大作事件が発生している。